# 인자이마키노하라역
인자이마키노하라역(일본어: 印西牧の原駅)은 일본 지바현 인자이시에 있는 철도역이다.

## 타는 곳
| 1~3 | ■ 호쿠소 선 | 신카마가야·히가시마쓰도·게이세이 다카사고 방면 게이세이 선 아오토·오시아게 방면 ○ 도영 지하철 아사쿠사 선 아사쿠사·니혼바시·센가쿠지·니시마고메 방면 게이힌 급행 전철 시나가와·하네다 공항·요코하마·게이큐 구리하마·미사키구치 방면 |
| 4   | ■ 호쿠소 선 | 인바 니혼 의대 행 |

## 역세권 정보
- 국도 제464호선
- 인바 차량기지

## 역사
- 1995년 4월 1일: 영업 개시.

## 인접역
| 호쿠소 철도 호쿠소 선                                   | 호쿠소 철도 호쿠소 선 | 호쿠소 철도 호쿠소 선     |
| ------------------------------------------------------- | --------------------- | ------------------------- |
| HS12 지바 뉴타운 추오 니시마고메 · 하네다 국제공항 방면 | ● 특급 ● 급행 ● 보통  | HS 14 인바니혼이다이 방면 |

※ 나리타 스카이액세스(게이세이 전철 나리타 공항선)와 공용 구간이지만 당역에는 게이세이 전철이 운행하는 열차는 정차하지 않는다.
※ 호쿠소 선 특급은 평일 아침 상행, 저녁 하행만 운행하고, 호쿠소 선 급행은 평일 저녁 하행만을 운행한다.